# Réméré
En droit civil français, une vente à réméré est une vente d'un bien immobilier, maison, appartement, immeuble avec faculté de rachat par le vendeur qui conserve un droit d'usage du bien. Ce droit d'usage n'est pas un usufruit puisque le bien n'est pas démembré.
En France, la vente à réméré était un moyen ancien de contourner l'interdiction du prêt à intérêt avant sa libéralisation en 1790 par l'Assemblée nationale. Elle consistait à prêter une somme comme étant le paiement de la vente fictive d'un immeuble avec promesse de rachat le prix vendu, majoré de l'usufruit du bien conservé depuis la vente par le vendeur. L'immeuble vendu était le gage du remboursement et l'usufruit conservé la justification du paiement des intérêts.
Le mot « réméré » est une forme altérée du latin classique « redimere », « racheter ».
En France, on n'utilise cette expression que pour les ventes immobilières, lorsqu'il s'agit de meubles on parle de prêt sur gage comme ceux faits par les monts de piété ou le Crédit municipal.
La vente à réméré est l'ancêtre du prêt hypothécaire, elle permettait au propriétaire d'un bien de se procurer les fonds dont il a besoin par la vente de ce bien, tout en en conservant l'usage et l'espoir d'en recouvrer un jour la propriété, s'il revient à meilleure fortune, en restituant à l'acheteur le prix, majoré d'une plus value. La vente à réméré est le plus souvent pratiquée dans le secteur immobilier, ce qui nécessite un acte notarié. Souvent le vendeur peut continuer à occuper les lieux pendant la durée du réméré, contre le paiement d'indemnités.
La vente à réméré a depuis peu, été renommée en vente avec faculté de rachat. Ce système de vente permet donc à celui qui se sépare de son bien de pouvoir le racheter, dès lors qu'il est capable de le faire dans le délai prévu.

## Droit français

### Histoire
Cette sorte de vente a été introduite dans le code civil napoléonien le 16 mars 1804 mais elle est mentionnée dans des actes notariés bien antérieurs. Son utilisation la plus célèbre restera certainement la vente à réméré du futur « général Dumas » (par son propre père qui le rachètera ensuite), héros de la révolution et père de l'écrivain Alexandre Dumas.
Cette notion juridique, qui était tombée quelque peu en désuétude, a été à nouveau utilisée à grande échelle par le secteur bancaire dans les années 1980 et au début des années 1990, faute d'un cadre légal mieux adapté, pour refinancer des valeurs mobilières, notamment auprès d'OPCVM monétaires. Il s'agissait là d'un substitut au repo.

### Code civil français
Article 1659 du code civil : la faculté de rachat ou de réméré est un pacte par lequel le vendeur se réserve de reprendre la chose vendue, moyennant la restitution du prix principal et le remboursement dont il est parlé à 
l'article 1673.
La loi Française dispose que la durée du réméré ne peut excéder 5 ans (art. 1660 du Code Civil).

### Utilisation actuelle en France
Elle est aussi utilisée aujourd'hui pour refinancer des personnes en difficulté financière, souvent des individus inscrits au fichier national des incidents de remboursement des crédits aux particuliers (FICP) de la Banque de France.
Ce type de réméré s'adresse à des personnes possédant un bien immobilier ou un véhicule qu'ils vendent « à réméré » pour rembourser leurs dettes ou un autre projet, et rachètent ensuite leur bien pour le prix qu'ils ont reçu, additionné des frais, quand leur situation financière s'assainit, généralement à travers un emprunt immobilier long terme.
À noter que certaines personnes ne souhaitent pas racheter leur bien mais seulement avoir du temps pour revendre leur bien. Ils utilisent la vente à réméré comme une alternative au prêt relais.
Afin d'être éligible à la vente à réméré, le besoin financier ne doit pas dépasser 60% de la valeur du bien. Si l'objectif est de racheter le bien, la capacité d'emprunt doit être suffisante pour envisager sereinement le rachat. 

## Droit québécois
En droit québécois, la vente avec faculté de rachat ou vente à réméré est prévue à l'article 1750 du Code civil du Québec, : 

« La vente faite avec faculté de rachat, aussi appelée vente à réméré, est une vente sous condition résolutoire par laquelle le vendeur transfère la propriété d’un bien à l’acheteur en se réservant la faculté de le racheter.
La faculté de rachat d’un véhicule routier ou d’un autre bien meuble déterminés par règlement, de même que celle de tout bien meuble acquis pour le service ou l’exploitation d’une entreprise, n’est opposable aux tiers que si elle est publiée; cette opposabilité est acquise à compter de la vente si la faculté est publiée dans les 15 jours. La cession d’une telle faculté n’est également opposable aux tiers que si elle est publiée. »

## Droit suisse
Selon l'art. 914 du code civil suisse, ceux qui font métier d'acheter sous pacte de réméré sont assimilés aux prêteurs sur gages. En Suisse, toute vente à réméré autre qu'un bien immobilier (bâtiment, maison, immeuble) est assimilée à un prêt sur gage et aux règles qui en découlent. Les caisses de prêt sur gage de Zurich et Genève, des établissements de droit public, proposent ce service à titre de prêt sur gage. Il s'agit d'une activité réglementée, vous devez disposer d'une autorisation cantonale pour offrir ce service.[réf. nécessaire]